# توم كلانسي إند وار
توم كلانسي إند وار (بالإنجليزية: Tom Clancy's EndWar) ، هي لعبة إلكترونية من نوع إستراتيجية الحرب ، أنتجت من قبل يوبي سوفت سنة 2008 ، وتعمل على أنظمة بلاي ستيشن 3 ونينتندو دي أس وبلاي ستيشن بورتبل ونظام ويندوز والإكس بوكس 360.

## وصلات خارجية
- توم كلانسي إند وار على موقع IMDb (الإنجليزية)
- Official Game Homepage at ubi.com